# River Oaks Country Club
River Oaks Country Club is een countryclub in de Verenigde Staten en werd opgericht in 1922. De club bevindt zich in Houston, Texas. De club heeft een 18-holes golfbaan, dat ontworpen werd door de golfbaanarchitect Donald Ross, en achttien tennisbanen.

## Tennis
In 1931 richtte de club een eigen tennistoernooi: de River Oaks International Tennis Tournament. De eerste editie werd gewonnen door Ellsworth Vines. Sinds de oprichting vindt het toernooi telkens plaats bij deze club. Vanaf 2008 ontvangt de club jaarlijks de ATP-toernooi van Houston (officiële naam: US Men's Clay Court Championships).
Toernooien
- River Oaks International Tennis Tournament: 1931-heden
- ATP-toernooi van Houston: 2008-heden

## Golf
In de jaren 1940 ontving de club twee keer een golftoernooi: het Western Open en het Houston Open. Met het Houston Open was ook de eerste editie van het toernooi en werd gewonnen door de Amerikaan Byron Nelson.
Toernooien
- Western Open: 1940
- Houston Open: 1946[9]